# Cynanchum insigne
Cynanchum insigne là một loài thực vật có hoa trong họ La bố ma. Loài này được (N.E.Br.) Liede & Meve mô tả khoa học đầu tiên năm 2001.